# La divorciada
La divorciada es una película estadounidense de 1930. Con un guion escrito por Nick Grinde, John Meehan y Zelda Sears sobre la novela Ex-Wife de Úrsula Parrot, fue dirigida por Robert Z. Leonard, quien sería nominado a los premios de la academia como mejor director.

## Argumento
Chester Morris interpreta a un marido que tiene una aventura con otra mujer. Se lo cuenta a su mujer explicándole que no ha significado nada. Cuando su mujer, interpretada por Norma Shearer, decide zanjar el asunto teniendo una aventura con el mejor amigo de su marido, este se da cuenta de que quizás significó algo después de todo.
Norma Shearer ganó el premio de la academia como mejor actriz. También participan en la película  Robert Montgomery , Conrad Nagel, y Florence Eldridge.
Según la rumorología, no se contaba con Shearer para el papel protagonista, porque creían que no tenía suficiente sex-appeal. Solo después de realizar una sesión fotográfica especial con el fotógrafo de estudio George Hurrel y su marido viera el resultado, le ofrecieron el papel. La primera elección fue Joan Crawford, quien supuestamente nunca perdonó a Shearer que le hubiera quitado el papel.
Warner Home Video lanzó La divorciada en DVD el 8 de marzo de 2008 junto con Un alma libre, también protagonizada por Shearer. Se realizaron otras películas con el mismo título en 1917, 1919 y en 1969.